# جهان‌بین
کوه جهان‌بین در غرب شهر هفشجان در استان چهارمحال و بختیاری قرار دارد. این کوه یکی از کوه‌های رشته کوه زاگرس است. کوه جهان بین به طول ۳۰ کیلومتر از جنوب روستای شمس‌آباد شروع و تا غرب روستای مصطفی‌آباد در حومه شهر هفشجان امتداد دارد. بلندترین قلل آن به نام‌های دالانک با ۳۳۴۲ متر، هفشجان با ۳۳۱۵ متر و شمس‌آباد با ۳۱۳۸ متر ارتفاع می‌باشد.

## وجه تسمیه
رشته کوه جهان بین در حومه شهرکرد قرار دارد. چون از فراز قله دالانک، مرتفع‌ترین قله رشته جهان بین، منطقه عظیمی شامل شهرکرد و شهرهای نجف‌آباد و اصفهان کاملاً دیده می‌شود به همین مناسبت به آن نام جهان بین داده‌اند.

## ویژگی‌ها
کثرت چشمه ساران، دامنه‌های سرسبز شمال‌شرقی، صخره‌های مرتفع و غارهای ژرف و نیز زیبایی بی نظیر قلهٔ مرکزی یعنی نای هفشجان که در عین حال یکی از بی نظیر و منظم‌ترین قلل کشور است، از ویژگی‌های منحصر به فرد این رشته کوه می‌باشد. در دامنه این رشته کوه آثار تاریخی از شکل‌گیری تمدن‌هایی کهن در هزاره‌های پیش از تاریخ حکایت دارد. چشمه‌های بسیار زیاد آن سبب گردید تا این منطقه را با عنوان مَرغ هزار خانی یا منطقهٔ هزار و یک چشمه بشناسند حال آنکه امروزه گردشگاه چشمه زنه در دامنه قلهٔ زیبای مرکزی جهان بین هفشجان از جملهٔ جاذبه‌های گردشگری نزدیک به مرکز استان می‌باشد.

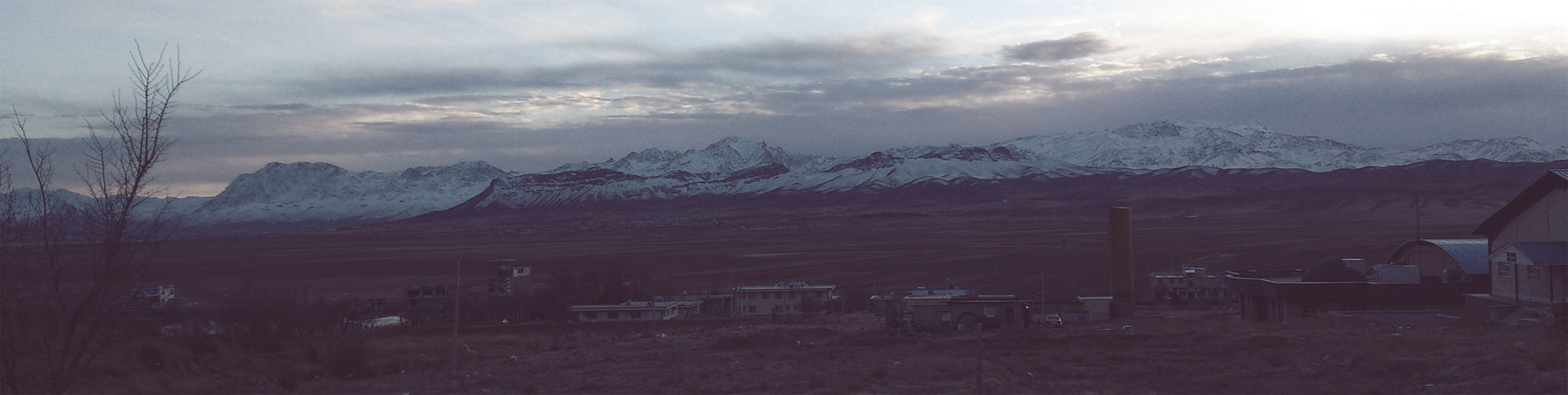
نمای سرتاسری از کوه جهان بین

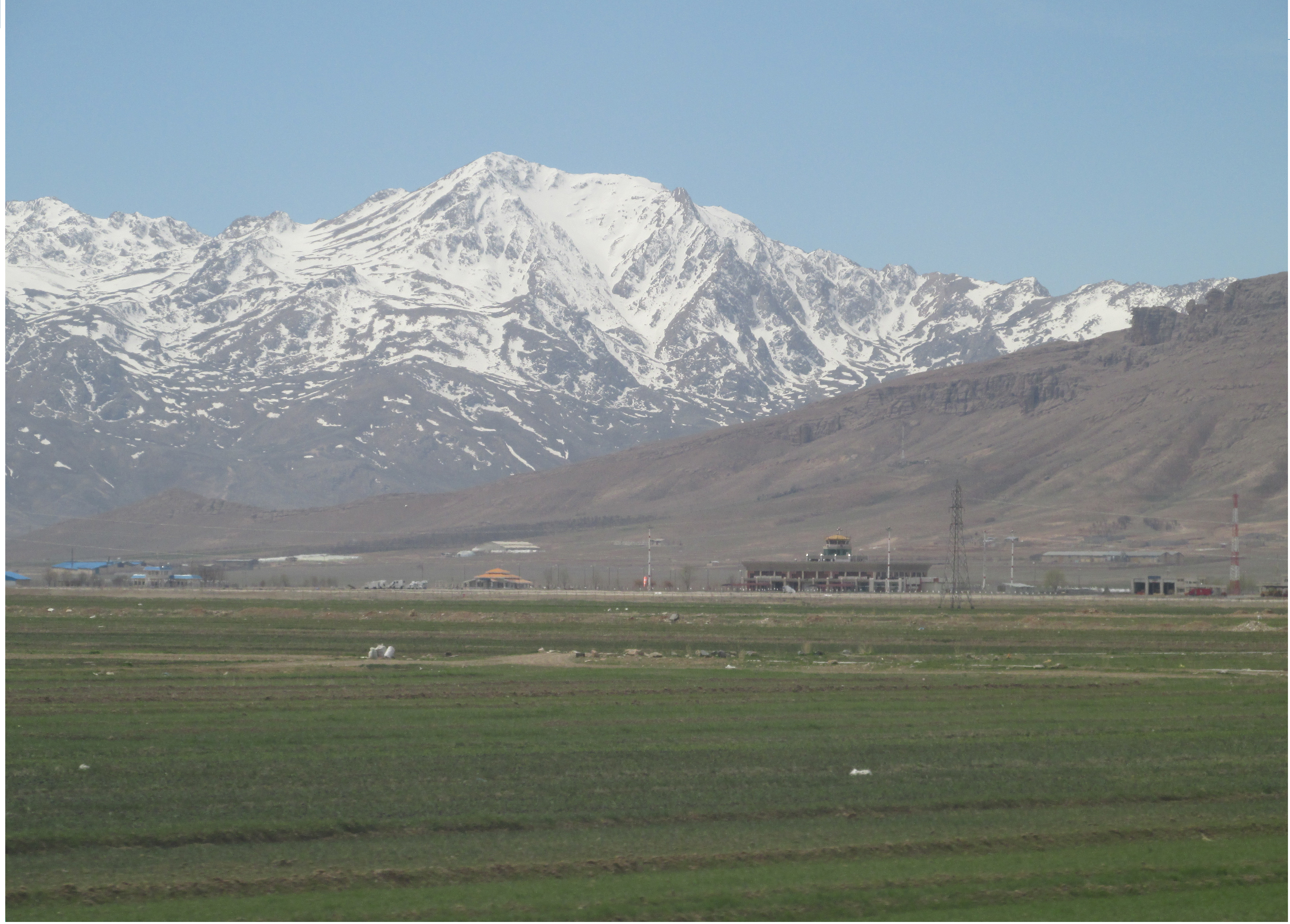
قله مرکزی جهان بین ملقب به نای هفشجان

در دامنه این رشته کوه آثار تاریخی از شکل‌گیری تمدن‌هایی کهن در هزاره‌های پیش از تاریخ حکایت دارد. بقایای راه‌های سنگ چین شاهراهی سوزیانا یا خوزستان به اصفهان یا گبیانه، کتیبه نیمه تصویر نگاری گرنوشته، تپه تاریخی شهر کهنه و از همه مهم‌تر تپه تاریخی اسکندری که در ایجاد تمدنی به صورت یک دولت شهر تاریخی است از ویژگی‌های ممتاز دامنهٔ این رشته کوه می‌باشد.

## چشمه‌ها
کثرت چشمه ساران این کوه و پرآبی آن، این کوه را به هزارچشمه معروف کرده‌است از جمله چشمه‌ها و جاذبه‌های گردشگری این منطقه می‌توان به موارد زیر اشاره داشت:

### گردشگاه چشمه زنه هفشجان

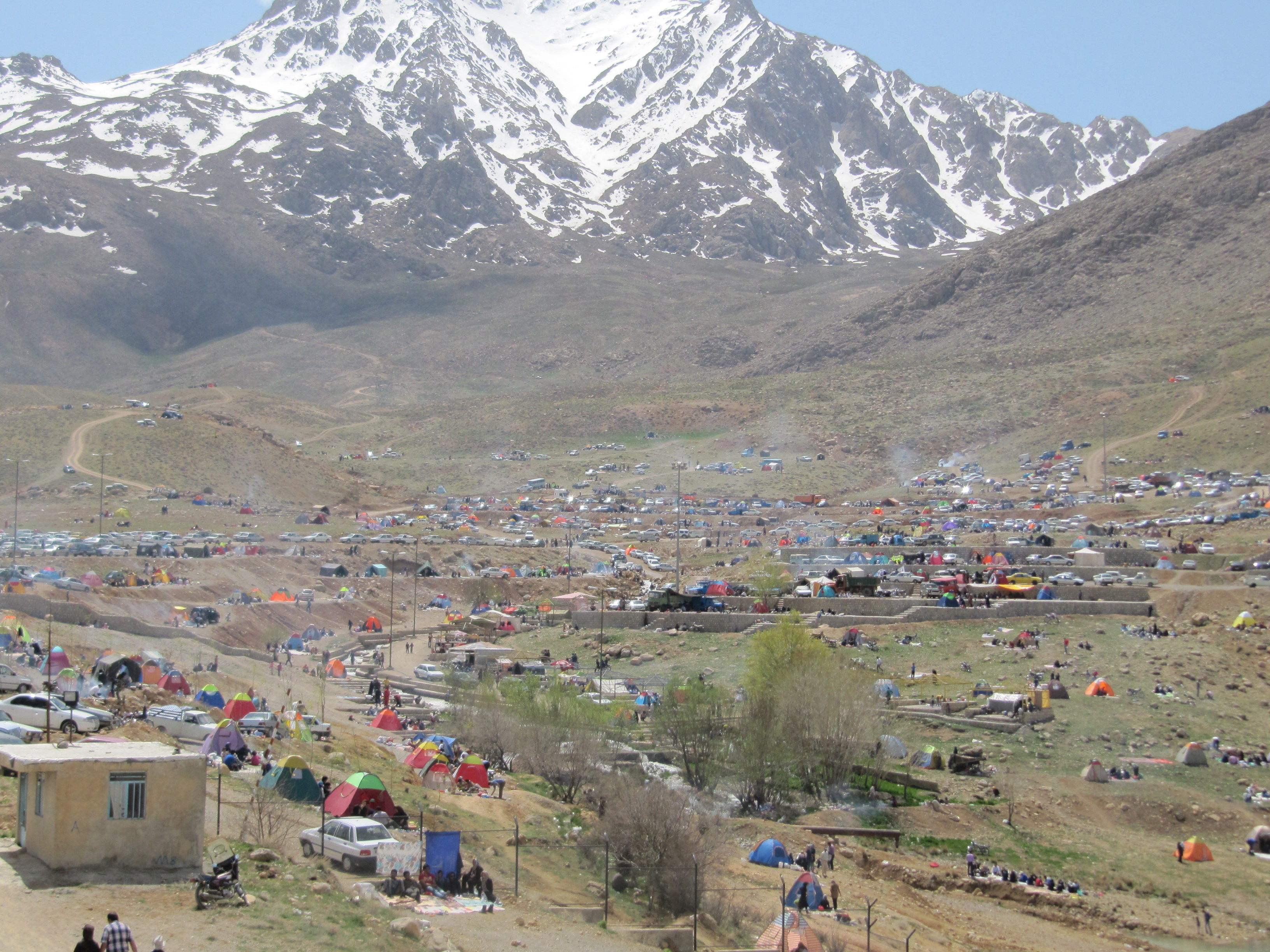
گردشگاه چشمه زنه در ارتفاعات جهان بین

گردشگاه چشمه زنه هفشجان در دامنه رشته کوه جهان بین و ۲ کیلومتری هفشجان و ۲۰ کیلومتری شهرکرد واقع شده‌است. در روز طبیعت هرسال بیش از ۱۰ هزار نفر از گردشگاه چشمه زنه و طبیعت زیبای آن دیدن می‌کنند.

### [[چشمه وقت و ساعت (شمس آباد
)]]
این چشمه در فاصله ۳۵ کیلومتری شهرکرد و ۱۰ کیلومتری شهر هفشجان و در غرب روستای شمس‌آباد قرار دارد. علت نامگذاری وقت و ساعت به این دلیل است که آب این چشمه در طول روز ممکن است برای مدت ۲ تا ۳ ساعت قطع شود به گونه‌ای که هیچ اثری از آب در دهانه چشمه مشاهده نمی‌شود ولی با گذشت مدت زمانی به یک باره آب از دهانه این چشمه شروع به جوشش می‌کند و منظره زیبایی را به وجود می‌آورد.